# Roger Norman Whybray
Roger Norman Whybray (1923 - 1997) est un bibliste et spécialiste d'Hébreu.

## Biographie
Whybray étudie le français et la théologie à l'Oxford avant d'être ordonné prêtre de l'Église d'Angleterre. Après de mineurs postes d'enseignant il obtient une chair de professeur d'Ancien Testament et d'Hébreu au Collège central de théologie à Tokyo (1952-1965). Il retourne à Oxford en 1960-61 afin de préparer un doctorat sous la responsabilité de Godfrey Rolles Driver dont la thèse Wisdom in Proverbs : The Concept of Wisdom in Proverbs 19 sera publiée. En 1965 il devient conférencier de théologie à l'université de Hull puis professeur d'Hébreu et d'Ancien Testament en 1978. Il prend sa retraite en 1982 afin de se consacrer à ses propres études académiques.

## Publications
Dans The Intellectual Tradition in the Old Testament (1974) Whybray interroge l'hypothèse traditionnelle de l'existence dans l'ancien Israël d'une classe "d'hommes sages" ou d'intellectuels qui auraient contrôlés les affaires de l'État et dont la littérature biblique sapientale refléterait les intérêts et les conceptions. Whybray avance la proposition que les preuves d'un tel groupe d'hommes sages manquent, que cette "sagesse" n'était pas l'apanage d'une classe ou d'une institution et que les "sages" étaient simplement des citoyens éduqués "qui étaient accoutumé à lire pour leur éducation et leur plaisir". La littérature sapientale, selon Whybray, est plutôt l'œuvre d'individus à l'esprit littéraire.
Dans The Making of the Pentateuch (1987), Whybray examine les preuves de la théorie documentaire, théorie alors dominante depuis plus d'un siècle sur la formation du Pentateuque et conclut qu'elles sont inconsistantes. Sa proposition alternative consiste à dire que l'essentiel du Pentateuque est le travail d'un auteur unique qui s'inspire de multiples et méconnues sources ou qui était ignorant des finesses contemporaines de style et de langage . Ce livre constitue à ce jour l'étude critique la plus complète de l'hypothèse documentaire par un bibliste.